# Riggertal
Die Rigge, besser bekannt unter der nicht ortsüblichen Bezeichnung Riggertal (italienisch Val Riga), ist ein kurzer Abschnitt am Mittellauf des Eisack im Norden des Brixner Talkessels in Südtirol. Der Brixner Talkessel liegt an der Zusammenkunft von Eisacktal und Pustertal bzw. Eisack und Rienz und wurde während der letzten Eiszeit vom Eisackgletscher und vom Rienzgletscher ausgeformt. An der Rigge durchfließt der Eisack ein relativ breites Trogtal, das sich im Norden vor Aicha und im Süden vor Neustift jeweils verengt.
Administrativ gehört das Riggertal, das den beiden Höfen Vorderrigger und Hinterrigger Platz bietet, zu den Gemeinden Vahrn und Natz-Schabs.
Ersturkundlich wird die Rigge im Jahr 1147 als „Rikke“ im Traditionsbuch des Hochstifts Brixen anlässlich einer Besitztransaktion genannt, bei der ein Ministeriale namens Ludewic seinen dortigen Besitz dem Brixner Domkapitel vermachte. 1162/64 ist auch das Kloster Weihenstephan „in Rieche“ begütert. Laut Sprachwissenschaftler Egon Kühebacher ist der Name mittelhochdeutschen Ursprungs und bedeutet „Hecke, Einfriedung“.
Bekannt wurde das Riggertal in jüngerer Zeit vor allem durch große infrastrukturelle Bautätigkeiten. So befindet sich hier eine Baustelle des Brennerbasistunnels. Durch den Bau der Riggertalschleife wird die Pustertalbahn ab 2026 auf einer Brücke über die Rigge geführt und so besser an die Brennerbahn angebunden.